# Gustavo Bonatto
 Gustavo Guazzelli Bonatto  (2 de janeiro de 1986) é um voleibolista indoor brasileiro, atuante na posição de  Central, com marca de alcance de 340 cm no ataque e 320 cmno bloqueio, que  pela Seleção Brasileira  de Novos foi semifinalista em duas edições da Copa Pan-Americana  nos anos de 2010 e 2012 e a medalhista de bronze na Universíada de 2011 na China.Pela seleção principal foi medalhista de prata na Liga Mundial de 2014 na Itália.

## Carreira
Gustavo inicia sua trajetória desde as categorias de base do UCS permanecendo até 2007.Representou a Seleção Gaúcha na  conquista o título do Campeonato Brasileiro de Seleções de 2004, categoria juvenil , neste mesmo ano foi pela UCS campeão gaúcho e  obteve o bicampeonato gaúcho  em 2005.
Contratado pelo Tigre/Unisul/Joinville competiu por este na temporada 2007-08 conquistou o título catarinense de 2007 e na Superliga Brasileira A  avançou as semifinais e encerrou no quarto lugar.Na temporada seguinte disputou o Campeonato Sul-Americano de Clubes de 2008, este ainda não chancelado pela CSV-Confederação Sul-Americana de Voleibol, quando avançou a grande final e encerrou com a medalha de prata e qualificou-se para o World Challenge Cup, correspondente ao Mundial de Interclubes ainda sem a chancela da FIVB-Federação Internacional de Voleibol e na Superliga Brasileira 2008-09 disputou os playoffs finais, avançando as quartas de final, encerrando na competição em quinto lugar e foi um dos destaques individuais da edição, eleito o Melhor Bloqueador
Transferiu-se para o Sesi-SP onde o defendeu nas competições 2009-10, sagrando-se campeão da Copa São Paulo e do Campeonato Paulista em 2009 e disputou os playoffs finais da Superliga Brasileira A 2009-10 encerrando em quarto lugar.
Gustavão foi convocado para Seleção Brasileira de Novos em 2010 e disputou a Copa Pan-Americana  vestindo a camisa#9, registrou  17 pontos  no total na fase de classificação, nas duas partidas do Grupo A, efetuando 7 pontos na semifinal  e 5 pontos na disputa pela medalha de bronze e eleito o Melhor Bloqueador da competição.
Pelo Medley/Campinas disputou as competições 2010-11 conquistando o vice-campeonato paulista de 2010 e na Superliga Brasileira A deste período avançou as quartas de final, encerrando em oitavo lugar, e novamente destacou-se no fundamento de bloqueio sendo o terceiro Melhor Bloqueador da competição.Integrou em 2011 a Seleção Brasileira  que disputou o Torneio Teste Pré-Olímpico de Londres conseguindo o segundo lugar e pela Seleção Brasileira de Novos disputou a Universíada de Verão realizada em Shenzen conquistando o bronze nesta edição.
Permanecendo no Medley/Campinas competiu na jornada 2011-12. E conquistou o vice-campeonato paulista e dos Jogos Abertos do Interior em 2011, nas finais da Superliga Brasileira 2011-12 encerrou em sexto lugar, eleito novamente o Melhor Bloqueador.Em 2012 foi convocado para Seleção Brasileira de Novos novamente para disputar a Copa Pan-Americana, vestindo a camisa#16, registrou 16 pontos na partida da disputa pelo bronze, encerrando em quarto lugar na edição.
Pelo Medley/Campinas foi novamente vice-campeão da Copa São Paulo e do Campeonato Paulista de 2012, conquistou o título dos Jogos Abertos do Interior e encerrou na quinta posição por este clube na Superliga Brasileira A 2012-13, sendo o sétimo  Melhor Bloqueador nas estatísticas da competição.Com a mudança de patrocinador, sua equipe utilizou na temporada 2013-14 o nome-fantasia: Vôlei Brasil Kirin/Campinas. Conquistou por esse o bronze na Copa Brasil de 2014 sediada em  Maringá, PR  e  na Superliga Brasileira A 2013-14 avançou até as semifinais  encerrando em quarto lugar.
Renovou com o Vôlei Brasil de Kirin para temporada 2014-15 a.Foi convocado pelo técnico Bernardinho para seleção principal para disputar a Liga Mundial de 2014, cuja fase final deu-se em Florença , vestiu a camisa#15 e conquistou pela seleção a medalha de prata.No período de 2015-16 é contratado pelo SESI-SP.

Na temporada 2016-17 transferiu-se para o voleibol argentino, disputou o Campeonato Mundial de Clubes de 2016 em Betim, dias antes desta competição nascia seu filho Arthurterminando na quinta posição, sendo campeão da Copa Máster de 2016 obtendo o vice-campeonato da Liga A1 Argentina e sendo premiado como melhor central da competição.
Repatriado pelo SESI-SP para as competições de 2017-18, renovou com o mesmo clube para o período de 2018-19, conquistou o título da Supercopa Brasil em 2018 e disputa a série final da correspondente Superliga Brasileira A.

## Títulos e Resultados
- 2024-Campeão do Copa da Grécia
- 2022-23-Campeão do Campeonato Grego
- 2023-Campeão do Copa Challenge
- 2020-21-Vice-campeão do Campeonato Brasileiro
- 2019-Campeão da Supercopa Brasileira
- 2018-19–Vice-campeão do Campeonato Brasileiro
- 2017-18-Vice-campeão do Campeonato Brasileiro
- 2018-Vice-campeão do Copa Brasil
- 2017-Campeão do Supercopa Argentina
- 2016-17- Vice-campeão do Campeonato Argentino
- 2016-Campeão do Campeonato Sul-Americano de Clubes
- 2015-Vice-campeão do Copa Brasil
- 2014-3º Lugar da Copa Brasil[3]
- 2013-14-4º Lugar da Superliga Brasileira A
- 2013-Vice-campeão do Campeonato Paulista[3]
- 2012-13- 5º Lugar da Superliga Brasileira A[3]
- 2012-Campeão do  Jogos Abertos do Interior de São Paulo[3]
- 2012-Vice-campeão do Copa São Paulo[3]
- 2012-4º lugar da Copa Pan-Americana(Santo Domingo,  República Dominicana)[2]
- 2011-12- 6º Lugar da Superliga Brasileira A[3]
- 2011- Vice-campeão do Evento Olimpíada de Londres de 2012[3]
- 2011-Vice-campeão do Campeonato Paulista[3]
- 2011-Vice-campeão do  Jogos Abertos do Interior de São Paulo[3]
- 2011-Vice-campeão do Campeonato Paulista[3]
- 2010-11- 8º Lugar da Superliga Brasileira A[3]
- 2010-Vice-campeão do Campeonato Paulista[3]
- 2010-4º lugar da Copa Pan-Americana(San Juan,  Porto Rico)[1][4]
- 2009-10- 4º Lugar da Superliga Brasileira A[3]
- 2009-Campeão do Copa São Paulo [3][4]
- 2009-Campeão do Campeonato Paulista[3][4]
- 2008-09- 5º Lugar da Superliga Brasileira A[3]
- 2008-Vice-campeão do Mundial Interclubes[3]
- 2008-Vice-campeão do Campeonato Sul-Americano de Clubes[3]
- 2007-08- 4º Lugar da Superliga Brasileira A[3]
- 2005-Campeão do Campeonato Gaúcho[4]
- 2004-Campeão do Campeonato Gaúcho[4]
- 2004- Campeão da Campeonato Brasileiro de Seleções (Juvenil)[4]

## Premiações individuais
- Melhor Bloqueador do Copa Pan-Americana de 2010[3][4]
- Melhor Bloqueador da  Superliga Brasileira A  de 2008-09[3]
- 3º Melhor Bloqueador da  Superliga Brasileira A  de 2010-11[3]
- Melhor Bloqueador da  Superliga Brasileira A  de 2011-12[3]
- 7º Melhor Bloqueador da  Superliga Brasileira A  de 2012-13[3]
- Melhor Bloqueador da  Superliga Brasileira A  de 2013-14
- Melhor Central da  Liga Argentina de Voleibol  de 2016-17